# Бадија (Вибо Валенција)
Бадија је насеље у Италији у округу Вибо Валенција, региону Калабрија.
Према процени из 2011. у насељу је живело 374 становника. Насеље се налази на надморској висини од 260 м.